# بستان (كتاب)
البستان هو كتاب شعر للشاعر الفارسي سعدي، اكتمل في عام 1257 م وأُهدي إلى الأتابك السلغوري سعد الأول أو سعد الثاني. يُعتبر البستان أحد أهم عملين للسعدي.
وكان هذا أول عمل لسعدي. يحتوي الكتاب على ثمار تجربة سعدي الطويلة وأحكامه على الحياة، وهو مزود بمجموعة كبيرة من الحكايات والقصص. ويتضمن روايات عن رحلات السعدي وتحليلاته لعلم النفس البشري. وهو يذكر في كثير من الأحيان حساباته بحماس ونصائح تشبه حكايات إيسوب. يحتوي الكتاب على عشرة فصول تتناول قضايا الأخلاق والتربية وهي: العدل، والرحمة، والمحبة، والتواضع، والرضا، والعبادات، والتعليم، والشكر، والتوبة، والصلاة.
يُعد هذا الكتاب واحدًا من أعظم 100 كتاب على مر العصور وفقًا لمكتبة بوكلوبن العالمية. وهو مؤلف بأسلوب مثنوي (أبيات مقفاة)، وقد تُرجم إلى الإنجليزية، كما ترجمه دانييل هافارت إلى اللغة الهولندية في عام 1688.

في الهند، كان كتابي البستان والجُلستان يُدرسان لتلاميذ المدارس في الكُتاب، وكان لابد من حفظهما عن ظهر قلب.

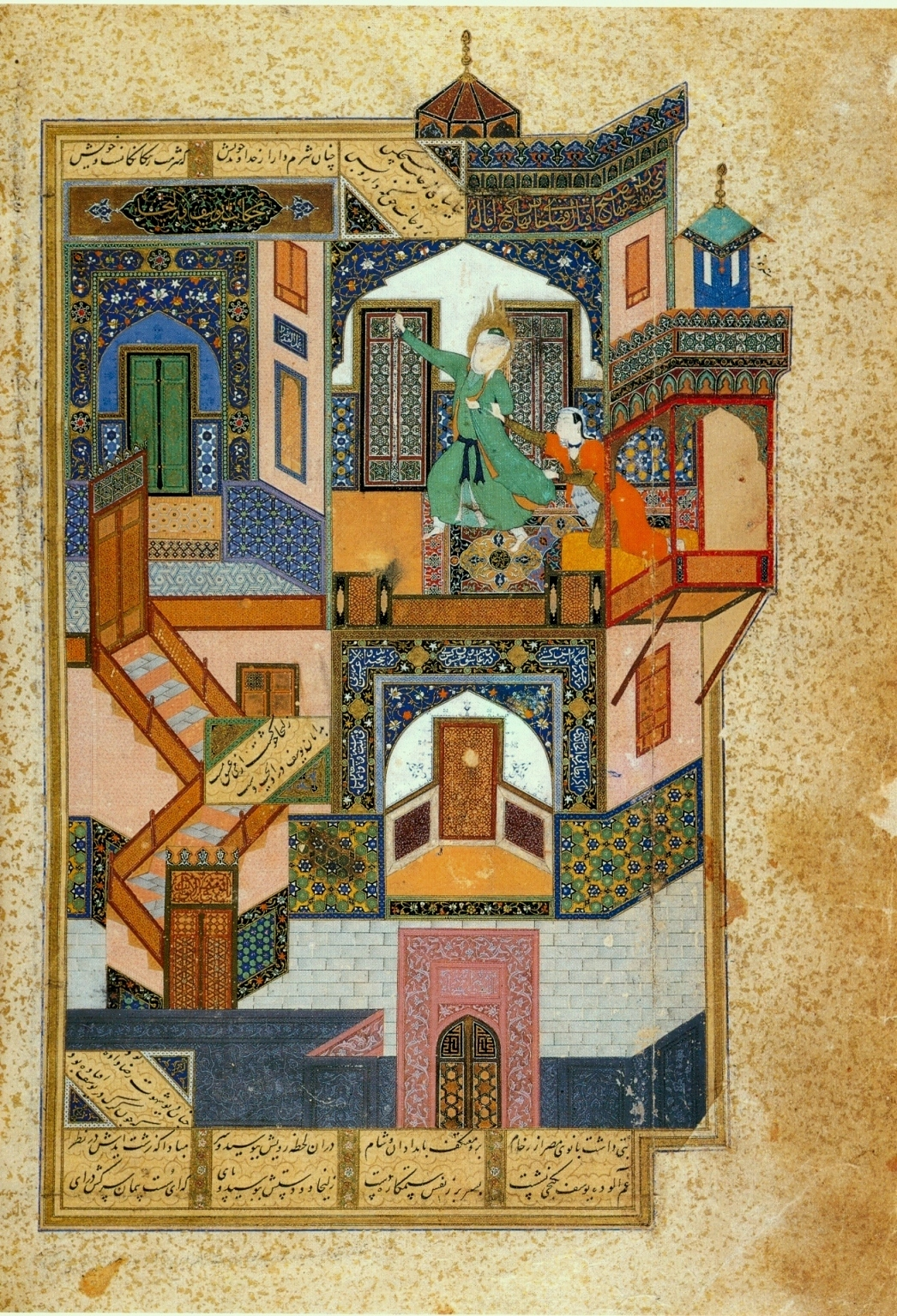
يوسف وزليخة. منمنمة بهزاد من النسخة التيمورية للبستان. هرات، 1488. المكتبة الوطنية المصرية
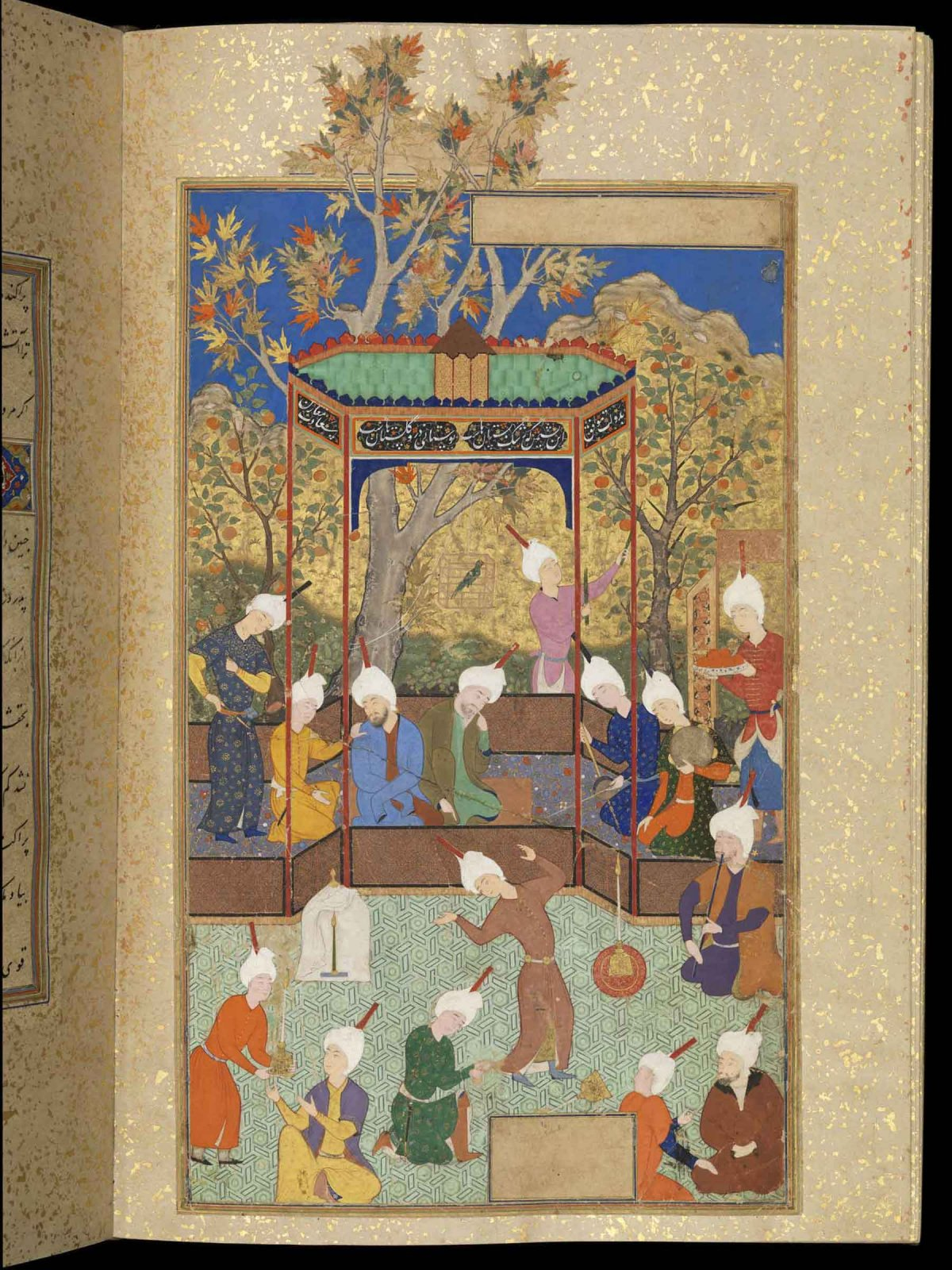
حفلة ليلية . منمنمة صفوية (ربما رسمها ميرزا علي عبد الصمد) مُلحقة بنسخة تيمورية من كتاب البستان. تبريز، حوالي عام 1540. مكتبة تشيستر بيتي.
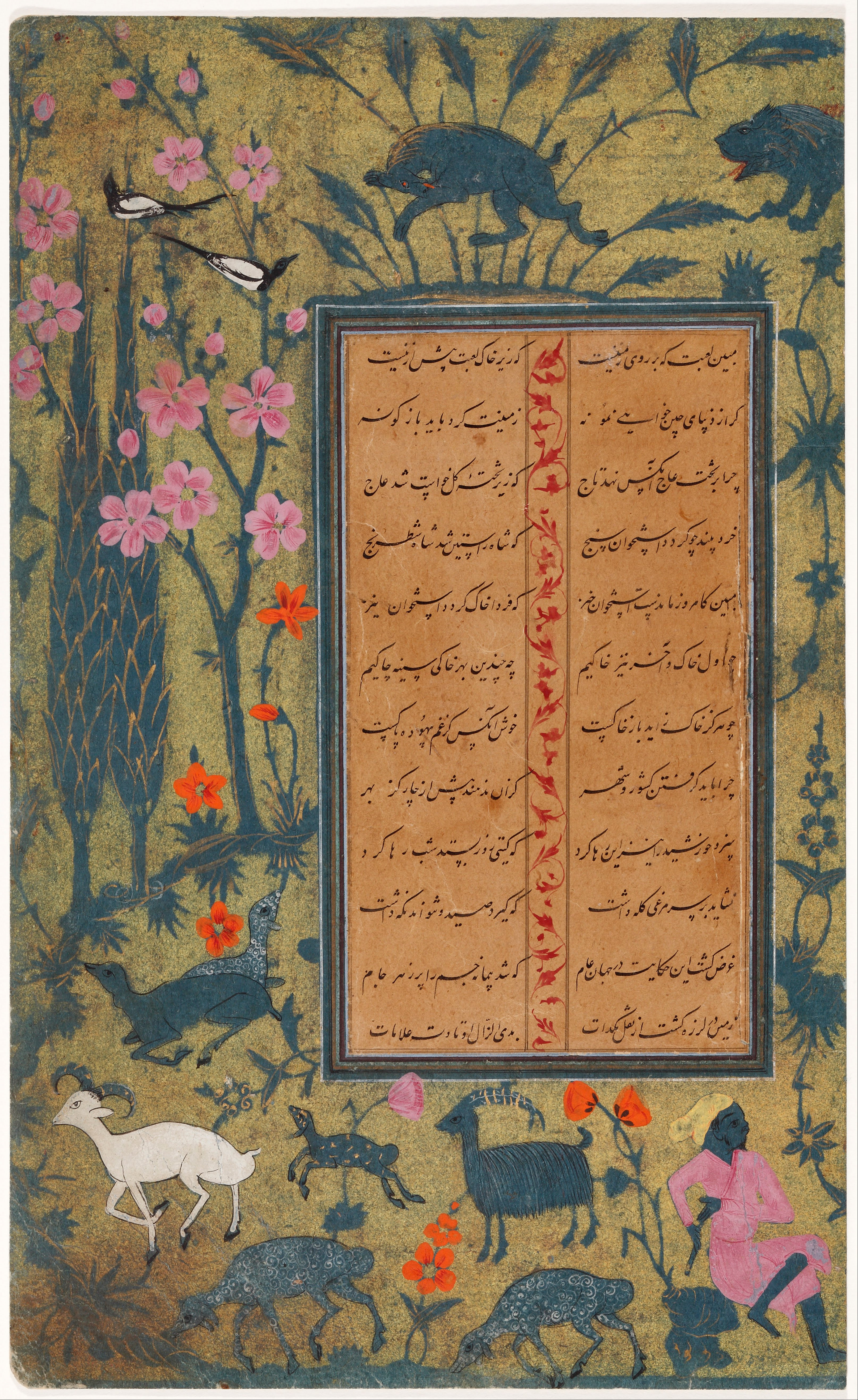
صفحة من النسخة الصفوية لكتاب البستان ، مكتوبة بخط النستعليق . حوالي 1560–157. متحف لازارو غالديانو [الإنجليزية]
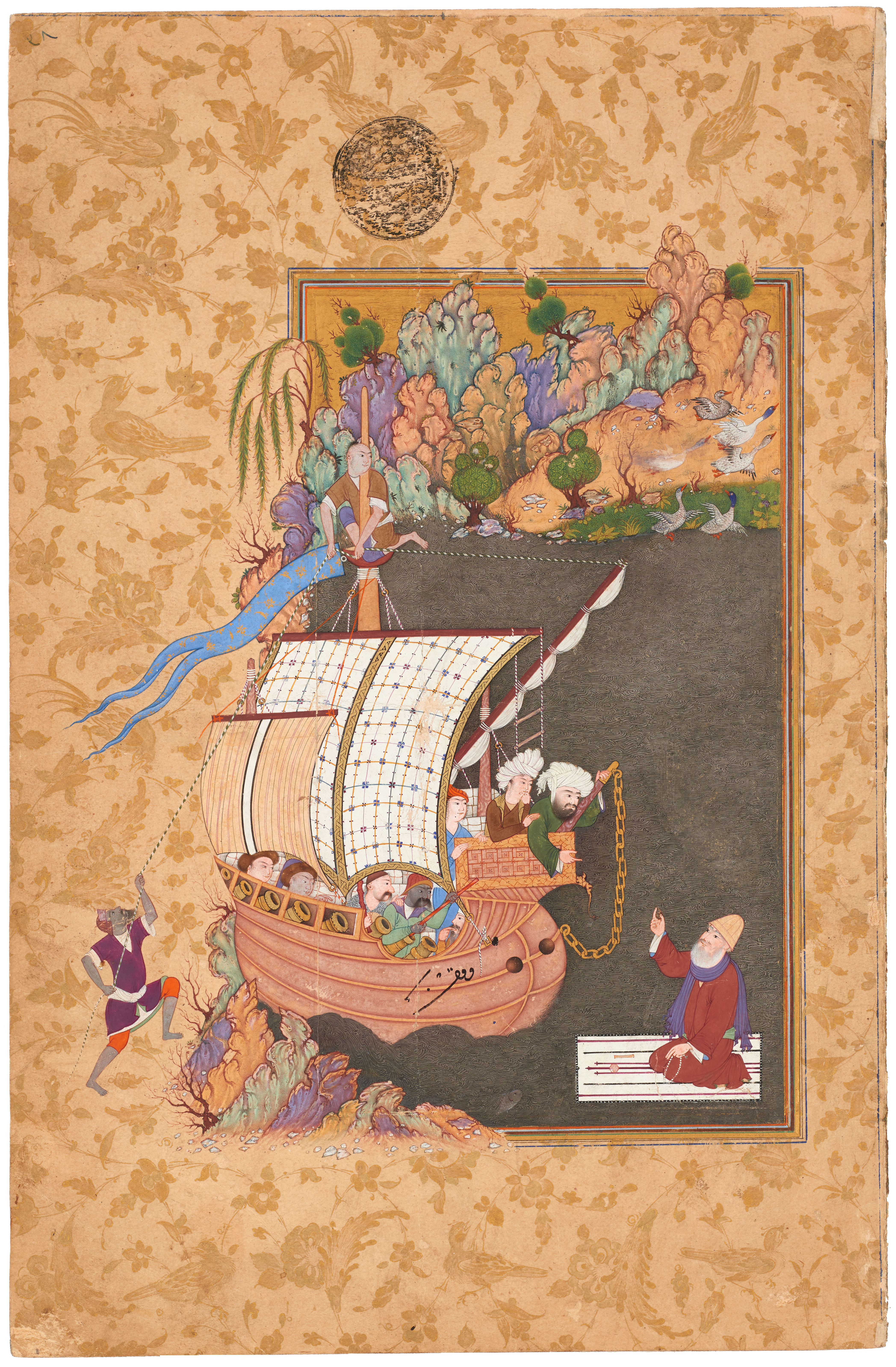
درويش من فارياب يعبر النهر على سجادته . منمنمة لحبيب الله ساواجي من النسخة الصفوية لكتاب البستان . أصفهان ، حوالي 1600–1608. مجموعة ديفيد.
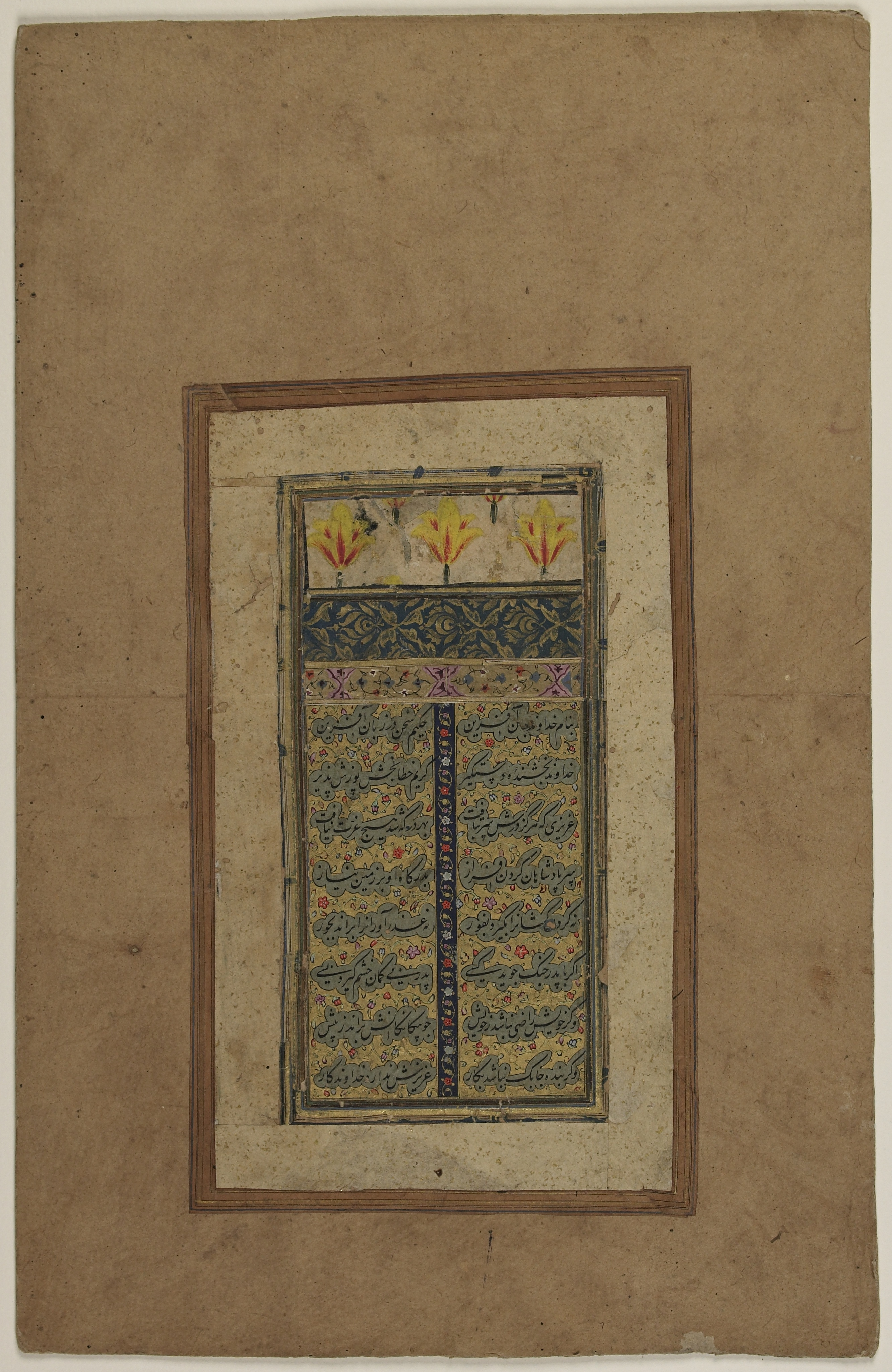
الصفحة الأولى من النسخة المغولية لكتاب البستان . يُرجَّح أنها لعبد الرشيد الديلمي، القرن السابع عشر. مكتبة الكونغرس

## طالع أيضًا
- شجرة السدر
- الأدب الفارسي
- كليات السعدي [الإنجليزية]

## روابط خارجية
- الترجمة الإنجليزية للبستان السعدي (pdf)